# Chlorometyna
Chlorometyna, chlormetyna (łac. chlormethinum) – organiczny związek chemiczny z grupy iperytów azotowych; azotowy analog iperytu siarkowego. Jest związkiem macierzystym dla całej grupy cytostatyków o właściwościach alkilujących.
Był to pierwszy lek przeciwnowotworowy, zastosowany już w latach 40. Obecnie ze względu na bardzo dużą toksyczność i działanie miejscowo drażniące praktycznie nie używa się go w onkologii. Jest niewygodny w użyciu (substancja sucha, wymagająca rozpuszczenia, co stwarza ryzyko poparzeń u personelu medycznego). Do najpopularniejszych pochodnych iperytu azotowego należą cyklofosfamid i ifosfamid, które są mniej toksyczne i lepiej tolerowane. Ponadto duża skuteczność doksorubicyny w leczeniu onkologicznym również przyczyniła się do stopniowego odejścia od chlorometyny. Do niedawna stosowano go w leczeniu ziarnicy złośliwej według schematu MOPP.
Preparaty: Mustargen (proszek do sporządzania roztworu do wstrzykiwań), Valchlor (żel). W Polsce zarejestrowany i dostępny pod nazwą Ledaga (żel).